# Exoprosopa panamensis
Exoprosopa panamensis är en tvåvingeart som beskrevs av Charles Howard Curran 1930. Exoprosopa panamensis ingår i släktet Exoprosopa och familjen svävflugor. Inga underarter finns listade i Catalogue of Life.